# Vasili Pervoechin
Vasili Aleksejevitsj Pervoechin (Russisch: Василий Алексеевич Первухин) (Penza, 1 januari 1956) is een Sovjet-Russisch ijshockeyer.
Pervoechin won tijdens de Olympische Winterspelen 1984 de gouden medaille en in 1980 de zilveren medaille met de Sovjetploeg
Pervoechin werd zesmaal wereldkampioen.